# Lotnisko Paraćin
Lotnisko Paraćin (IATA: PND, ICAO: LYPN) – lotnisko położone blisko Paraćina (Serbia). Używane jest do celów sportowych.